# Lijst van rijksmonumenten in Leeuwarden (Nieuwestad)
Een overzicht van de 42 rijksmonumenten aan de Nieuwestad in Leeuwarden.
| Object                                                                                                   | Oorspronkelijke functie?  | Bouwjaar                               | Architect                             | Locatie           | Coördinaten?                 | Nr.?   | Afbeelding                                                                       |
| --- | ------------------------- | -------------------------------------- | ------------------------------------- | ----------------- | ---------------------------- | ------ | -------------------------------------------------------------------------------- |
| Hoekpand onder zadeldak met gepleisterde gevels                                                          | Werk-woonhuis             |                                        |                                       | Nieuwestad 37     | 53° 12' 6" NB, 5° 47' 28" OL | 24282  | Meer afbeeldingen                                                                |
| Pand onder zadeldak tegen klokgevel met rococo-beeldhouwwerk                                             | Woonhuis                  | 1759                                   |                                       | Nieuwestad 39     | 53° 12' 6" NB, 5° 47' 29" OL | 24283  | Meer afbeeldingen                                                                |
| Pand onder dwarskap tussen topgevels waarboven schoorstenen                                              | Woonhuis                  |                                        |                                       | Nieuwestad 41     | 53° 12' 6" NB, 5° 47' 29" OL | 24284  | Meer afbeeldingen                                                                |
| Pand met rechte geblokte kroonlijst onder zadeldak met voorschild en dakkapel                            | Woonhuis                  |                                        |                                       | Nieuwestad 43     | 53° 12' 6" NB, 5° 47' 29" OL | 24285  | Meer afbeeldingen                                                                |
| Pand van vijf traveeën onder laag dak met hoekschoorstenen waarop borden                                 | Woonhuis                  | 1810                                   | J. Maaskamp G. van der Wielen (uitv.) | Nieuwestad 49     | 53° 12' 6" NB, 5° 47' 32" OL | 24286  | Meer afbeeldingen                                                                |
| Pand met geblokte kroonlijst en omlijste ingang met rijk versierd bovenlicht                             | Woonhuis                  | late 18e of vroege 19e eeuw            |                                       | Nieuwestad 51     | 53° 12' 6" NB, 5° 47' 32" OL | 24287  | Meer afbeeldingen                                                                |
| Pand onder dwarskap tussen topgevels                                                                     | Woonhuis                  | 1766-'67 (verb.) ca. 1790-1810 (verb.) |                                       | Nieuwestad 53     | 53° 12' 5" NB, 5° 47' 32" OL | 24288  | Meer afbeeldingen                                                                |
| Pand met geblokte kroonlijst onder lagere dwarskap                                                       | Woonhuis                  |                                        |                                       | Nieuwestad 55     | 53° 12' 6" NB, 5° 47' 32" OL | 24289  | Meer afbeeldingen                                                                |
| Vijf traveeën breed pand met verhoogde voorbouw onder dwarskap                                           | Woonhuis                  | 1747                                   | C.B. Balck                            | Nieuwestad 61     | 53° 12' 5" NB, 5° 47' 34" OL | 24290  | Vijf traveeën breed pand met verhoogde voorbouw onder dwarskap                   |
| Pand van drie bouwlagen onder pannen gedekt dwars zadeldak tussen puntgevels                             | Woonhuis                  | 18e eeuw (oorspr.)                     |                                       | Nieuwestad 63     | 53° 12' 5" NB, 5° 47' 34" OL | 24291  | Meer afbeeldingen                                                                |
| Pandje met aan de top rijk met beeldhouwwerk versierde halsgevel                                         | Woonhuis                  |                                        |                                       | Nieuwestad 89     | 53° 12' 4" NB, 5° 47' 38" OL | 24292  | Meer afbeeldingen                                                                |
| Pand met twee verdiepingen met voorbouw met schilddak                                                    | Woonhuis                  | 1843 1950 (pui)                        | J.D. Bruns G.A. Heldoorn (pui)        | Nieuwestad 91     | 53° 12' 4" NB, 5° 47' 38" OL | 24293  | Meer afbeeldingen                                                                |
| Pand met verdieping en forse rechte kroonlijst onder zadeldak                                            | Woonhuis                  |                                        |                                       | Nieuwestad 99     | 53° 12' 4" NB, 5° 47' 40" OL | 24294  | Meer afbeeldingen                                                                |
| Eenvoudig pand onder voor afgeschuind zadeldak met geblokte kroonlijst waarop gietijzeren ornamenten     | Woonhuis                  | midden 19e eeuw                        |                                       | Nieuwestad 101    | 53° 12' 3" NB, 5° 47' 40" OL | 24295  | Meer afbeeldingen                                                                |
| Pand onder zadeldak met Vredeman-de Vries-ornament                                                       | Woonhuis                  |                                        |                                       | Nieuwestad 103    | 53° 12' 4" NB, 5° 47' 40" OL | 24296  | Meer afbeeldingen                                                                |
| Pand met twee verdiepingen met door dwarsdak gedekte voorbouw                                            | Woonhuis                  | 1802-'05                               | G. van der Wielen                     | Nieuwestad 119    | 53° 12' 4" NB, 5° 47' 44" OL | 24297  | Meer afbeeldingen                                                                |
| Pand met zolderverdieping onder zadeldak tegen lage klokgevel met rococo-ornament                        | Woonhuis                  | 1770                                   |                                       | Nieuwestad 121    | 53° 12' 4" NB, 5° 47' 44" OL | 24298  | Meer afbeeldingen                                                                |
| Pand met verdieping onder dwars zadeldak tussen topgevels waarboven schoorstenen                         | Woonhuis                  |                                        |                                       | Nieuwestad 125    | 53° 12' 4" NB, 5° 47' 45" OL | 24299  | Pand met verdieping onder dwars zadeldak tussen topgevels waarboven schoorstenen |
| Pand met twee verdiepingen onder schilddak met hoekschoorstenen                                          | Woonhuis                  | 19e eeuw                               |                                       | Nieuwestad 135    | 53° 12' 4" NB, 5° 47' 47" OL | 24300  | Meer afbeeldingen                                                                |
| Pand met twee verdiepingen onder zadeldak met voorschild                                                 | Woonhuis                  | 18e eeuw                               |                                       | Nieuwestad 36     | 53° 12' 5" NB, 5° 47' 27" OL | 24301  | Meer afbeeldingen                                                                |
| Pand met verdieping onder hoog schilddak boven de voorbouw met twee forse schoorstenen                   | Woonhuis                  | 19e eeuw                               |                                       | Nieuwestad 44     | 53° 12' 4" NB, 5° 47' 28" OL | 24302  | Meer afbeeldingen                                                                |
| Pand onder zadeldak tegen trapgevel met toppilaster                                                      | Woonhuis                  |                                        |                                       | Nieuwestad 46     | 53° 12' 4" NB, 5° 47' 28" OL | 24303  | Meer afbeeldingen                                                                |
| Pand met verdieping en door dwars schilddak met halfronde dakkapel gedekte voorbouw                      | Woonhuis                  | 19e eeuw                               |                                       | Nieuwestad 48     | 53° 12' 4" NB, 5° 47' 29" OL | 24304  | Meer afbeeldingen                                                                |
| Pand onder zadeldak tegen trapgevel versierd met blokken in de bogen en strekken boven de vensters       | Woonhuis                  |                                        |                                       | Nieuwestad 54     | 53° 12' 4" NB, 5° 47' 30" OL | 24305  | Meer afbeeldingen                                                                |
| Popta- of Struivingspoortje                                                                              | Fort, vesting en -onderdl | 1696                                   |                                       | Nieuwestad bij 58 | 53° 12' 4" NB, 5° 47' 31" OL | 24306  | Meer afbeeldingen                                                                |
| Pand onder zadeldak tegen klokgevel                                                                      | Woonhuis                  | 1750-1775                              |                                       | Nieuwestad 78     | 53° 12' 3" NB, 5° 47' 32" OL | 24307  | Meer afbeeldingen                                                                |
| Pand met twee verdiepingen en geblokte kroonlijst                                                        | Woonhuis                  |                                        |                                       | Nieuwestad 80     | 53° 12' 3" NB, 5° 47' 32" OL | 24308  | Meer afbeeldingen                                                                |
| Pand met lijst met empire-ornamentstukken en daarboven geblokte kroonlijst                               | Woonhuis                  |                                        |                                       | Nieuwestad 104    | 53° 12' 2" NB, 5° 47' 36" OL | 24309  | Meer afbeeldingen                                                                |
| Pand onder zadeldak tegen puntgevel met laat-gotische geprofileerde nissen en overkragingen              | Woonhuis                  | 16e-17e eeuw                           |                                       | Nieuwestad 106    | 53° 12' 2" NB, 5° 47' 37" OL | 24310  | Meer afbeeldingen                                                                |
| Auck Petershuis                                                                                          | Woonhuis                  | 1824 1843 (verb.) 1873 (verb.)         | J.I. Douma (1873)                     | Nieuwestad 108    | 53° 12' 2" NB, 5° 47' 37" OL | 24311  | Meer afbeeldingen                                                                |
| Pand met gepleisterde gevel van drie traveeën afgesloten door rechte kroonlijst                          | Woonhuis                  | 19e eeuw                               |                                       | Nieuwestad 110    | 53° 12' 2" NB, 5° 47' 38" OL | 24312  | Meer afbeeldingen                                                                |
| Pand met twee volle verdiepingen, strak gemetselde gevel en brede kroonlijst met bloklijst onder de goot | Woonhuis                  |                                        |                                       | Nieuwestad 114    | 53° 12' 2" NB, 5° 47' 39" OL | 24313  | Meer afbeeldingen                                                                |
| Pand van drie traveeën met geblokte kroonlijst en dakkapel                                               | Woonhuis                  |                                        |                                       | Nieuwestad 122    | 53° 12' 1" NB, 5° 47' 40" OL | 24314  | Meer afbeeldingen                                                                |
| Pand met twee verdiepingen met geblokte kroonlijst waarboven dakkapel                                    | Werk-woonhuis             | 18e-19e eeuw                           |                                       | Nieuwestad 130    | 53° 12' 1" NB, 5° 47' 41" OL | 24315  | Meer afbeeldingen                                                                |
| Pand met twee verdiepingen met rechte kroonlijst waarop vier paren consoles                              | Woonhuis                  | 19e eeuw                               |                                       | Nieuwestad 132    | 53° 12' 1" NB, 5° 47' 42" OL | 24316  | Meer afbeeldingen                                                                |
| Pand met twee verdiepingen met kroonlijst met consoles                                                   | Woonhuis                  | 1825-1850                              |                                       | Nieuwestad 134    | 53° 12' 1" NB, 5° 47' 42" OL | 24317  | Meer afbeeldingen                                                                |
| Pand met twee verdiepingen met kroonlijst met consoles                                                   | Woonhuis                  | 1825-1850                              |                                       | Nieuwestad 136    | 53° 12' 1" NB, 5° 47' 43" OL | 24318  | Meer afbeeldingen                                                                |
| Waag | Handel en kantoor         | 1596-'98 1884-'90 (rest.)              | J.E.G. Noordendorp (1884-'90)         | Nieuwestad 148    | 53° 12' 3" NB, 5° 47' 45" OL | 24319  | Meer afbeeldingen                                                                |
| Pand met in de top rijk versierde klokgevel                                                              | Woonhuis                  | midden 18e eeuw                        |                                       | Nieuwestad 156    | 53° 12' 2" NB, 5° 47' 46" OL | 24320  | Meer afbeeldingen                                                                |
| Pand met hoge eerste en lagere tweede verdieping met geblokte kroonlijst voor tentdak                    | Woonhuis                  |                                        |                                       | Nieuwestad 160    | 53° 12' 2" NB, 5° 47' 47" OL | 24321  | Meer afbeeldingen                                                                |
| Winkelpand C&A                                                                                           | Winkel                    | 1917                                   | P.M.A. Huurman                        | Nieuwestad 98     | 53° 12' 3" NB, 5° 47' 35" OL | 516453 | Meer afbeeldingen                                                                |
| Winkelhuis in Hollandse neo-renaissancestijl                                                             | Winkel                    | 1885                                   | H.H. Kramer of W.C. de Groot          | Nieuwestad 71     | 53° 12' 4" NB, 5° 47' 35" OL | 516465 | Meer afbeeldingen                                                                |